# Pebmarsh
Pebmarsh – wieś w Anglii, w hrabstwie Essex, w dystrykcie Braintree. Leży 30 km na północny wschód od miasta Chelmsford i 77 km na północny wschód od Londynu.